# Leuceria tomentosa
Leuceria tomentosa là một loài thực vật có hoa trong họ Cúc. Loài này được (Less.) Crisci mô tả khoa học đầu tiên năm 1976.